# Anterozoide
En Botánica, en las plantas y algas en que existe reproducción sexual con heterogamia, es decir, con diferenciación de gametos en femenino, inmóvil y con sustancias de reserva; y masculino, móvil y sin sustancias de reserva, se llama anterozoide o espermatozoide al gameto masculino. El anterozoide es una célula con flagelos. Con ellos se desplaza en medios líquidos hasta el gameto femenino, hacia el que es atraído por quimiotaxis.
Las plantas terrestres gametofitas pueden ser monoicas, en las que un individuo produce gametos femeninos y masculinos; o dioicas, en las cuales los individuos producen solo un tipo de gameto. En los grupos cuyos gametofitos poseen órganos especializados en la producción de las gametos, el órgano productor de anterozoides se llama anteridio. No todas las plantas terrestres poseen anterozoides, en las espermatofitas el gametofito masculino perdió la capacidad de producir gametos móviles, produciéndose la llegada al gameto femenina y la fecundación por otros medios. Llega todo el grano de polen con el gametofito masculino que, al llegar, crece hasta el gametofito femenino. Una vez en contacto, libera dos núcleos espermáticos dentro de él: uno es el que llega al gameto femenino u oosfera).